# 茂原警察署
茂原警察署（もばらけいさつしょ）は、千葉県警察が管轄する警察署の一つである。

## 管轄区域
- 茂原市
- 長生郡
  - 一宮町
  - 白子町
  - 長南町
  - 長柄町
  - 睦沢町
  - 長生村

## 所在地
- 千葉県茂原市早野新田7番地

## 庁舎概要

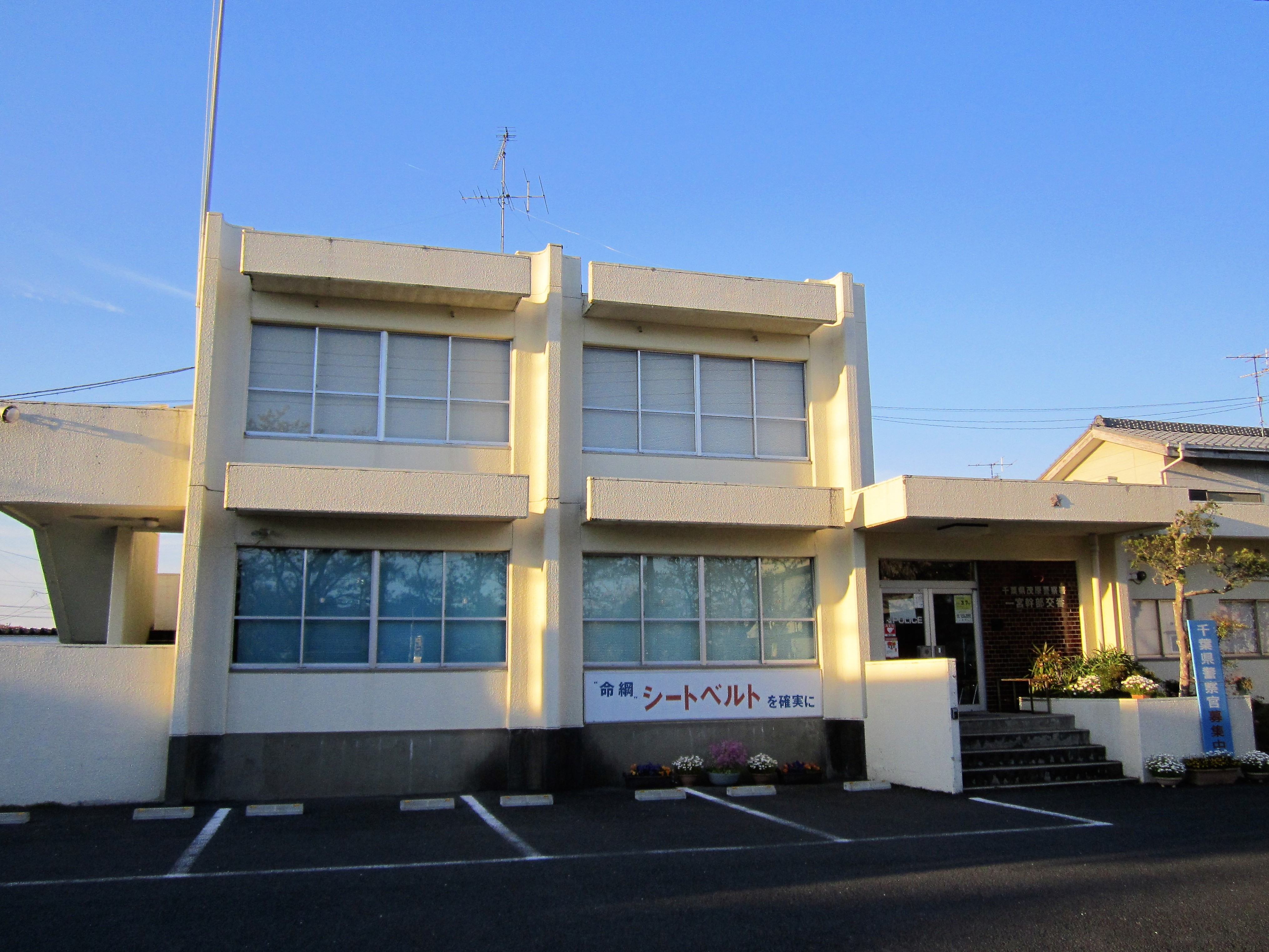
一宮幹部交番庁舎

茂原警察署庁舎
- 竣工年 : 1971年
- 延床面積 : 1,296m²
- 構造/規模 : RC造、地上4階

茂原警察署別館
- 竣工年 : 1986年
- 延床面積 : 638m²
- 構造/規模 : RC造、地上3階

茂原警察署一宮幹部交番庁舎
- 竣工年 : 1970年
- 延床面積 : 282m²
- 構造/規模 : RC造、地上2階

## 沿革
- 1970年（昭和45年）4月1日 - 千葉県一宮警察署を統合。

## 幹部交番

### 一宮町
- 一宮幹部交番（長生郡一宮町田町1番地10）

## 交番

### 茂原市
- 新茂原交番（茂原市小林2879-6）
- 茂原駅前交番（茂原市町保3-3）

## 駐在所

### 茂原市
- 五郷駐在所（茂原市綱島1103-4）
- 鶴枝駐在所（茂原市上永吉883-5）
- 東郷駐在所（茂原市谷本142-1）
- 豊岡駐在所（茂原市粟生野2653-6）
- 新治駐在所（茂原市下太田141-3）
- 二宮駐在所（茂原市緑ヶ丘1-44-7）
- 本納駐在所（茂原市本納1610-7）

### 白子町
- 牛込駐在所（長生郡白子町剃金300-3）
- 白子駐在所（長生郡白子町古所3302-90）
- 関駐在所（長生郡白子町関991）

### 長南町
- 長南駐在所（長生郡長南町長南2050-6）
- 豊栄駐在所（長生郡長南町米満14-1）
- 西駐在所（長生郡長南町茗荷沢396-1）
- 東駐在所（長生郡長南町給田307-1）

### 長柄町
- 長柄駐在所（長生郡長柄町山根1461-7）
- 日吉駐在所（長生郡長柄町長富116）

### 一宮町（一宮幹部交番管轄）
- 東浪見駐在所（長生郡一宮町東浪見1670-1）

### 睦沢町（一宮幹部交番管轄）
- 上市場駐在所（長生郡睦沢町上市場911-77）
- 瑞沢駐在所（長生郡睦沢町大上3172）

### 長生村（一宮幹部交番管轄）
- 高根駐在所（長生郡長生村本郷2177-11）
- 一松駐在所（長生郡長生村一松丁2247-6）
- 八積駐在所（長生郡長生村金田2660-2）